# Фред Томпсон
Фред Далтон Томпсон (англ. Fred Dalton Thompson; нар. 19 серпня 1942 — 1 листопада 2015) — американський політик, актор і юрист; представник Республіканської партії і член Сенату від штату Теннессі з 1994 по 2003 рік. Колишній кандидат у президенти США від республіканців на виборах 2008 року.

## Біографія
Томпсон народився в 1942 році в американському місті Шеффілд, штат Алабама. Після закінчення школи навчався у Державному коледжі Флоренса, а потім — в Університеті штату Теннессі в Мемфісі, який він закінчив у 1964 році, отримавши ступінь бакалавра з філософії та політології. У 1967 році йому була також присвоєно ступінь доктора юриспруденції Університетом Вандербілта. У тому ж році він зайнявся приватною юридичною практикою, а з 1969 року став працювати помічником федерального прокурора в Нешвіллі. Томпсон взяв участь у кампанії 1972 року по переобранню республіканського сенатора Ховарда Бейкера, а також виступив юридичним радником в розслідуванні обставин Вотергейтського скандалу (1973–1974).
Продовживши юридичну практику, з 1977 по 1978 рік він представляв Мері Рагьянті у справі про її незаконне звільнення з посади голови комісії з умовно-дострокового звільнення. У результаті губернатор-демократ Рей Блентон був визнаний винним і згідно з рішенням суду Рагьянті було наказано відновити на посаді. Події справи лягли в основу фільму 1985 «Марі», де Томпсон зіграв роль самого себе, тим самим поклавши початок своїй акторській кар'єрі. З 1980 по 1981 рік він обіймав посаду радника в комітеті Сенату із закордонних справ, в 1982 працював радником в комітеті у справах розвідки, а з 1985 по 1987 рік був членом комісії з висунення кандидатур апеляційного суду штату Теннессі. У 1994 році він зайняв місце сенатора від Теннессі, яке звільнилося в результаті обрання віце-президентом США Альберта Гора. На цій посаді Томпсон перебував до 2002 року. У тому ж році він почав зніматися в американському телесеріалі «Закон і порядок», де зіграв роль прокурора Артура Бранча, що стала однією з найбільш його відомих ролей в США.
У 2007 році Томпсон оголосив про свій намір брати участь у президентських перегонах. Деякий час він був одним з найбільш ймовірних переможців республіканських праймеріз. Але незважаючи на це, досягти серйозних успіхів йому не вдалося і після серії невдач він змушений був зняти свою кандидатуру. Серед причин поразки висловлювалася думка, що він занадто пізно почав свою передвиборну кампанію, упустивши тим самим сприятливий момент. Також аналітики вказували на відсутність у Томпсона явних досягнень у його роботі в Сенаті і на дещо сумнівну лобістську діяльність кандидата у Вашингтоні.

## Особисте життя
У 1959 році Томпсон одружився з Сарою Елізабет Ліндсі; у них було троє дітей. У 1985 році шлюб був розірваний і в 2002 він одружився вдруге. Його другою дружиною стала Джері Кен. Сьогодні у сімейної пари двоє дітей — син і дочка.

## Фільмографія
| Рік       |   | Українська назва                    | Оригінальна назва                 | Роль                                                           |
| --------- | - | ----------------------------------- | --------------------------------- | -------------------------------------------------------------- |
| 1985      | ф | Марі                                | Marie                             | Фред Томпсон                                                   |
| 1987      | ф | Немає виходу                        | No Way Out                        | директор ЦРУ Маршалл                                           |
| 1988      | ф |                                     | Feds                              | Білл                                                           |
| 1989      | ф | Товстун і малюк                     | Fat Man and Little Boy            | генерал-майор Мелроуз                                          |
| 1989      | с | Розанна                             | Roseanne                          | Кіт Фейбер (епізод "Let's Call It Quits")                      |
| 1990      | ф | Полювання за «Червоним Жовтнем»     | The Hunt for Red October          | контр-адмірал Джошуа Пейнтер                                   |
| 1990      | ф | Дні грому                           | Days of Thunder                   | Джон                                                           |
| 1990      | ф | Міцний горішок 2                    | Die Hard 2                        | Ед Трюдо                                                       |
| 1991      | ф | Політ «Порушника»                   | Flight of the Intruder            | капітан                                                        |
| 1991      | ф | Необхідна жорстокість               | Days of Thunder                   | Карвер Парселл                                                 |
| 1991      | ф | Мис Страху                          | Cape Fear                         | Том Бродбент                                                   |
| 1991      | ф | Кучерявка Сью                       | Curly Sue                         | Берні Оксбар                                                   |
| 1992      | ф | Залізний орел 3: Аси                | Aces: Iron Eagle III              | Стокман                                                        |
| 1992      | ф | Білі піски                          | White Sands                       | торговець зброєю                                               |
| 1993      | ф | Уроки любові                        | Born Yesterday                    | сенатор Хеджес                                                 |
| 1993      | ф | На лінії вогню                      | In the Line of Fire               | Гаррі                                                          |
| 1994      | ф | Немовля на прогулянці               | Baby's Day Out                    | агент Дейл Гріссом                                             |
| 2000      | с | Секс і місто                        | Sex and the City                  | політик на ТБ (епізод "Politically Erect")                     |
| 2002—2007 | с | Закон і порядок                     | Law & Order                       | прокурор Артур Бранч (116 епізодів)                            |
| 2003—2006 | с | Закон і порядок: Спеціальний корпус | Law & Order: Special Victims Unit | прокурор Артур Бранч (11 епізодів)                             |
| 2005—2006 | с | Закон і порядок: Суд присяжних      | Law & Order: Trial by Jury        | прокурор Артур Бранч (13 епізодів)                             |
| 2005      | с | Закон і порядок: Злочинні наміри    | Law & Order: Criminal Intent      | прокурор Артур Бранч (епізод "In the Wee Small Hours: Part 2") |
| 2010      | ф | Чемпіон                             | Secretariat                       | Булл Хенкок                                                    |
| 2011—2012 | с | Гарна дружина                       | The Good Wife                     | Френк Майкл Томас (2 епізоди)                                  |
| 2012      | ф | Сіністер                            | Sinister                          | шериф                                                          |
| 2015      | с |                                     | Allegiance                        | директор ФБР (5 епізодів)                                      |
| 2015      | ф | 90 хвилин на небесах                | 90 Minutes in Heaven              | Джей Б. Перкінс                                                |
| 2016      | ф | Бог не помер 2                      | God's Not Dead 2                  | пастор                                                         |